# Evangelische Kirche Diedenbergen

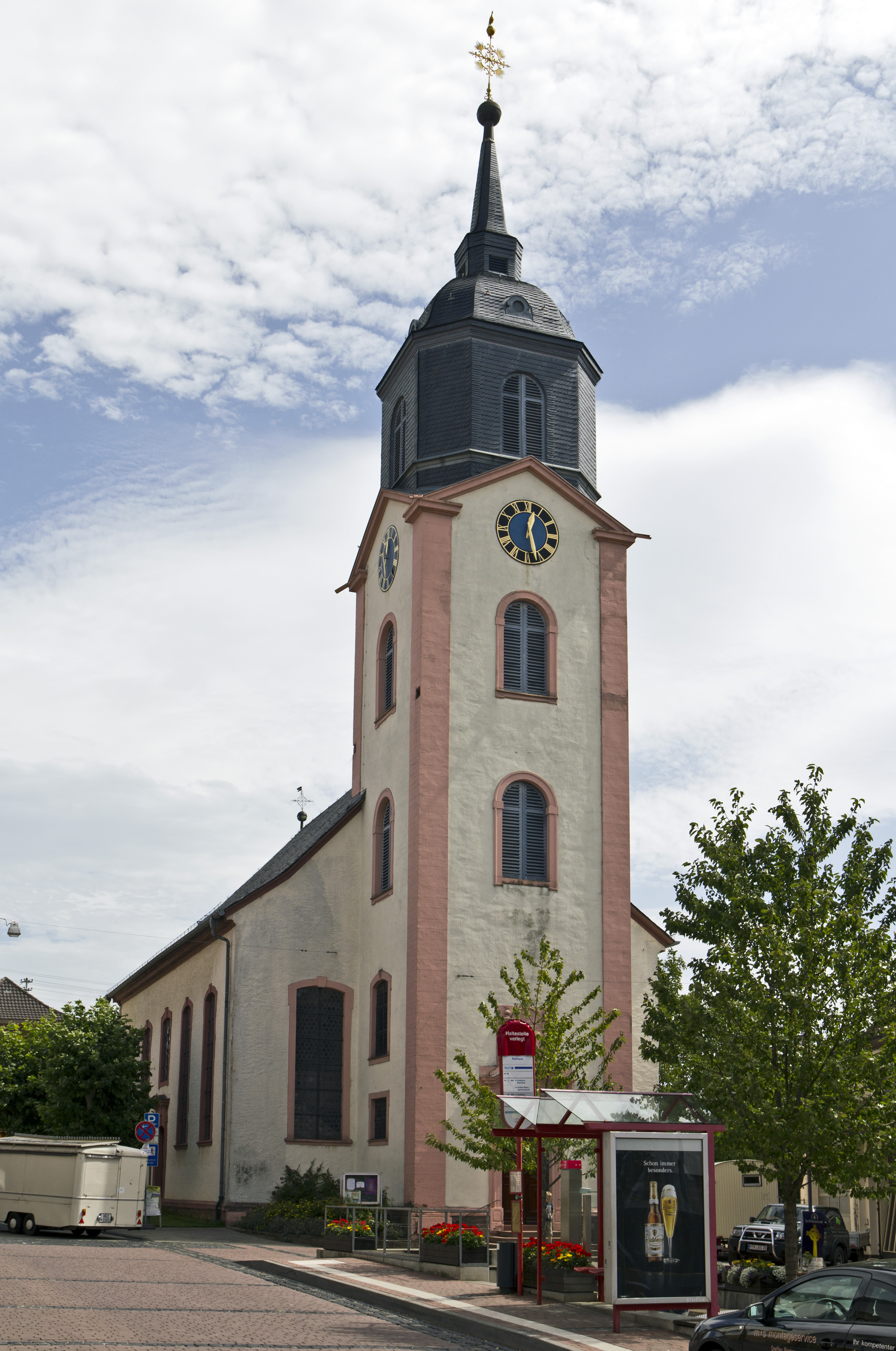
Evangelische Kirche

Die Evangelische Kirche Diedenbergen ist ein denkmalgeschütztes Kirchengebäude in Diedenbergen, einem Ortsbezirk von Hofheim am Taunus im Main-Taunus-Kreis (Hessen). Die barocke Saalkirche von 1754 bis 1756 hat ein im Osten abgewalmtes Satteldach und einen Westturm.

## Geschichte und Architektur
Eine Vorgängerkirche wurde erstmals 1591 als Filialkirche von Marxheim erwähnt. Der breite, verputzte Saalbau wurde 1754 im Auftrag von Landgraf Ludwig III. errichtet. Bis 2004 wurde die Kirche umfangreich restauriert.
Das Schiff wird durch hohe Fenster mit belichtet. Die Gewände aus rotem Sandstein haben Stichbogen und keilförmige Schlusssteine. Das Gotteshaus wird durch zwei Sandstein-Portale mit geschwungener Verdachung erschlossen, die mittig in die Langseiten angebracht sind.
Der ungegliederte dreigeschossige Westturm mit Eckpilastern auf quadratischem Grundriss ist ins Schiff eingebunden und eingezogen. Er weist bereits klassizistische Züge auf und wurde möglicherweise nach dem Kirchenbau vollendet. Dem aufgemauerten Schaft, der Rundbogenfenster hat und mit flachen Dreiecksgiebeln abschließt, ist eine oktogonale Haubenlaterne aufgesetzt, die vollständig verschiefert ist. Die zierliche Spitze wird von einem Turmknauf, verzierten Kreuz und Wetterhahn bekrönt. Die Glockenstube beherbergt eine Bronzeglocke von Benedikt Schmitter aus dem Jahr 1678, die aus dem Vorgängerbau übernommen wurde.

## Ausstattung
Der Innenraum wird von einer Flachdecke mit Voute abgeschlossen. Die barocke Kirchenausstattung ist erhalten. In den Westteil des Innenraums ist eine dreiseitig umlaufende Emporen eingebaut. Bei den Restaurierungsarbeiten wurden unter dem Lack der Emporen Gemälde entdeckt. Sie zeigen in Blautönen auf grauem Hintergrund Szenen aus dem Leben Jesu und die Apostel. Die Ostempore wird von der vorkragenden Kanzelwand getragen und dient als Aufstellungsort für die Orgel. Die Prinzipalstücke Altar, Kanzel und Orgel sind nach protestantischer Tradition über- und hintereinander angeordnet. Der Altar stammt von 1761. Das hölzerne Kirchengestühl lässt einen Mittelgang frei.

## Orgel
Die Orgel des Schweizer Orgelbaumeisters Johann Conrad Bürgy wurde 1769 für die Französisch-reformierte Kirche in Frankfurt-Bockenheim gebaut und 1789 nach Frankfurt überführt, wo sie als Interimsinstrument diente. Die Gemeinde in Diedenbergen erwarb die Orgel 1791 für 1400 Gulden. Die Umsetzung erfolgte 1795. Da sie nicht in die Kirche passte, musste die Decke erhöht werden. Die Denkmalorgel ist mit Rokoko-Ornamentik verziert. Im 19. Jahrhundert wurde die Orgel mehrfach repariert, blieb aber vor eingreifenden Umbauten verschont. Die Licher Firma Förster & Nicolaus restaurierte das Instrument im Jahr 2018. Das zweimanualige Werk umfasste 18 Register, von denen 15 original erhalten sind. Damit ist die Orgel das bedeutendste erhaltene Werk von Johann Conrad Bürgy. Ihre heutige Disposition lautet wie folgt:
| I Echowerk C–e3 |       |
| Bourdon         | 8′    |
| Salcional       | 4′    |
| Principal       | 2′    |
| Quint           | 1 ⁄2′ |
| Vox humana      | 8′    |
| Tremulant       |       |

| II Hauptwerk C–e3 |       |
| Gedackt           | 8′    |
| Gemshorn          | 8′    |
| Viola di Gamba    | 8′    |
| Principal         | 4′    |
| Spitzflöt         | 4′    |
| Flöt minor        | 4′    |
| Quinta            | 3′    |
| Octav             | 2′    |
| Sesquialter II    | 1 ⁄3′ |
| Mixtur            | 1′    |

| Pedal C–e1 |     |
| Sub Baß    | 16′ |
| Violon Baß | 8′  |
| Posaun Baß | 16′ |